# Trachelas uniaculeatus
Espèce
Trachelas uniaculeatus est une espèce d'araignées aranéomorphes de la famille des Trachelidae.

## Distribution
Cette espèce est endémique des îles Canaries en Espagne.

## Publication originale
- Schmidt, 1956 : Zur Fauna der durch canarische Bananen eingeschleppten Spinnen mit Beschreibungen neuer Arten. Zoologischer Anzeiger, vol. 157, p. 140-153.